# Trentepohlia (Mongoma) subtenera
Trentepohlia (Mongoma) subtenera is een tweevleugelige uit de familie steltmuggen (Limoniidae). De soort komt voor in het Oriëntaals gebied.